# Thomas Dooley
Thomas Dooley (Bechhofen, Alemania Occidental, 12 de mayo de 1961) es un exfutbolista y entrenador estadounidense nacido en Alemania. Actualmente dirige a la selección de Guyana.

## Trayectoria

### Como jugador
Dooley nació en Bechhofen, Alemania Occidental, de madre alemana y padre que sirvió en el ejército de los Estados Unidos. Inició su carrera como delantero en el equipo amateur FK Pirmasens y en 1984 se marchó al FC Homburgo, club de tercera división. Pasó al mediocampo con el Homburgo y ayudó al equipo a ascender progresivamente en las ligas alemanas, hasta llegar finalmente a la Bundesliga.
Se trasladó al 1. FC Kaiserslautern en 1988 y contribuyó a la conquista de la Copa de Alemania en 1990 y la Bundesliga en 1991. Tras el Mundial de 1994, fichó por el Bayer Leverkusen y, un año después, por el Schalke 04, al que contribuyó a la conquista de la Copa de la UEFA en 1997. Al final de la temporada, se marchó a la Major League Soccer y firmó con el Columbus Crew. Allí jugó tres temporadas en Ohio y fue incluido en el once ideal de la MLS en 1997 y 1998. En el año 2000, fue traspasado a los MetroStars por Mike Duhaney, en parte para apoyar la adaptación de Lothar Matthäus a Estados Unidos. Dooley jugó un año con los Metros antes de retirarse del fútbol.

### Carrera internacional
Cuando la Federación de Fútbol de los Estados Unidos comenzó a buscar en el extranjero jugadores elegibles para jugar con su selección nacional antes de la Copa Mundial de la FIFA 1994, Dooley fue descubierto. Hizo su primera aparición internacional el 30 de mayo de 1992, contra Irlanda. Dooley se convirtió en un jugador habitual de la selección de los Estados Unidos casi de inmediato, siendo nombrado Atleta del Año en 1993 y jugando todos los minutos en el Mundial de 1994. Tras la destitución de John Harkes de la selección nacional, fue nombrado capitán para la Copa Mundial de 1998 y fue titular en todos los partidos.
El 21 de febrero de 1999, Dooley jugó su primer partido de despedida en un amistoso contra Chile. Terminó su carrera internacional con 81 partidos internacionales y siete goles.

### Como entrenador
Después de retirarse, Dooley regresó a Alemania y se convirtió en el entrenador del FC Saarbrücken en 2002, convirtiéndose en el primer estadounidense en entrenar a un equipo en Europa.
Luego de un paso como asistente técnico de Jürgen Klinsmann en la selección de los Estados Unidos, asumió al frente de la selección de Filipinas en febrero de 2014. En su primer partido como técnico en una fase clasificatoria para el Mundial, vencieron a Baréin por 2-1. Tras una impresionante actuación en la fase clasificatoria, que incluyó una victoria por 3-2 sobre Corea del Norte que se consideró una sorpresa, el contrato de Dooley fue renovado por dos años. Logró la clasificación del seleccionado asiático para su primera participación en la Copa Asiática al vencer 2-1 a Tayikistán en marzo de 2018. No obstante, su contrato terminó expirando el 31 de marzo de 2018 y no fue renovado, siendo reemplazado por Terry Butcher en junio de 2018.
En enero de 2021, fue nombrado entrenador del Sri Pahang de la Superliga de Malasia, en sustitución de Dollah Salleh. Tres meses después de su nombramiento, fue relevado de su cargo junto con su entrenador asistente, Christophe Gamel. Tras su despido, fue nombrado inmediatamente asesor del equipo sub-21, mientras que Gamel fue nombrado entrenador principal.
El 25 de mayo de 2022, Dooley fue designado nuevamente al frente de la selección de Filipinas antes de la tercera ronda de clasificación para la Copa Asiática 2023 y firmó un contrato a corto plazo con opción a extensión en caso de clasificar a la competencia. Sin embargo, el combinado asiático quedó sin posibilidades de avanzar luego de perder ante Palestina por 4-0.
Luego de un paso como director deportivo en The Cong-Viettel, fue contratado como entrenador de la selección de Guyana en julio de 2025.

## Clubes

### Como jugador
| Club              | País           | Año       |
| ----------------- | -------------- | --------- |
| FK Pirmasens      | Alemania       | 1981-1983 |
| FC Homburgo       | Alemania       | 1983-1988 |
| FC Kaiserslautern | Alemania       | 1988-1993 |
| Bayer Leverkusen  | Alemania       | 1994-1995 |
| Shalke 04         | Alemania       | 1995-1997 |
| Columbus Crew     | Estados Unidos | 1997-2000 |
| MetroStars        | Estados Unidos | 2000      |

### Como entrenador
| Club                   | País      | Año           |
| ---------------------- | --------- | ------------- |
| FC Saarbrücken         | Alemania  | 2002-2003     |
| Selección de Filipinas | Filipinas | 2014-2018     |
| Sri Pahang             | Malasia   | 2021          |
| Selección de Filipinas | Filipinas | 2022          |
| The Cong-Viettel       | Vietnam   | 2023-2024     |
| Selección de Guyana    | Guyana    | 2025-presente |